# Space Impact
Space Impact es una serie de juegos móviles que fue publicada por Nokia y sus juegos generalmente venían incluidos con varios dispositivos Nokia.
El primer Space Impact apareció en el Nokia 3310 en 2000 y luego se incluyó en otros modelos lanzados a lo largo del 2001 al 2004, incluidos en los Nokia 3410, 5510, Nokia 5210, Nokia 2100 y 6310 .  Las versiones mejoradas WAP del Nokia 3310 (3330 y 3350) y las versiones Nokia 3410 dieron la posibilidad de descargar capítulos extra de Space Impact a través de la conexión WAP del teléfono (el servicio llamado Nokia Club).
Se lanzó una cubierta Xpress-on con el tema de Space Impact para dispositivos como Nokia 3410.

## Jugabilidad
Space Impact es un juego de disparos y el jugador tiene la capacidad de moverse libremente horizontal y verticalmente (con algunas excepciones en algunos niveles similares a plataformas en Space Impact +) pero no puede aumentar la velocidad de la función de desplazamiento automático de la pantalla. El jugador puede recolectar potenciadores a lo largo de los niveles, que otorgan vidas extra o armas especiales.

## Serie
Posteriormente aparecieron las secuelas del juego original:
- Space Impact II, que debutó en el Nokia 3510 y luego apareció en los modelos CDMA de Nokia[5]  - Jugabilidad idéntica al original, con nuevos niveles y enemigos.
- Space Impact +, incluido en Nokia 1100[6] y Nokia 2300 - Presenta niveles de estilo plataforma
- Space Impact 303, disponible como una aplicación J2ME descargable para ciertos dispositivos, comenzando con Nokia 7210 - Rediseño del juego para pantalla a color.
- Space Impact Evolution, diseñado específicamente para la plataforma Symbian S60 1st Edition, que apareció por primera vez en Nokia 7650.[7]
- Space Impact Evolution X, la secuela, que tenía dos versiones: una incluida exclusivamente con el N-Gage Classic y el N-Gage QD (en la carpeta "Extras" del Support CD) y otra hecha para dispositivos Symbian S60 2nd Edition.[8]
- Space Impact Light, lanzado para Symbian S60 3rd Edition. Su demostración vino incluida con el Nokia N81 8GB lanzado en octubre de 2007.[9]
- Space Impact: Kappa Base, lanzado en la plataforma N-Gage 2.0 en 2008.[10][11]
- Space Impact: Meteor Shield, desarrollado por Rovio y lanzado por primera vez para Nokia N97 en 2010, y es el primer juego de la serie que presenta gráficos en 3D.[12][13]

Más recientemente, se han realizado varios clones y remakes del juego para PC y plataformas como Android, muchos de los cuales ofrecen una emulación precisa del juego original.

## Recepción
El Space Impact original es bien recordado como uno de los juegos del popular teléfono Nokia 3310. En 2010, CNET lo colocó en el top 10 de los "mejores juegos móviles de todos los tiempos" y dijo que traspasó los límites de lo que era posible en un dispositivo móvil.